# Geoglossum lineare
Geoglossum lineare är en svampart som tillhör divisionen sporsäcksvampar, och som beskrevs av Hakelier. Geoglossum lineare ingår i släktet Geoglossum, och familjen Geoglossaceae. Arten är reproducerande i Sverige.